# Estado de Rajpipla
El Reino de Rajpipla o Estado de Rajpipla era un estado principesco, con jurisdicción interna completa en India, gobernado por la dinastía Gohil Rajput durante más de 600 años desde alrededor de 1340 hasta 1948. Era el estado más grande y el único estado de primera clase de la Agencia Rewa Kantha. [cita requerida] Entre los estados de Guyarat (a diferencia de los estados de Kathiawar o Saurashtra), el estado de Rajpipla fue el segundo más grande después de Baroda (Vadodara) en términos de tamaño e importancia. La dinastía Gohil Rajput de Rajpipla sobrevivió al ataque de los sultanes de Ahmedbady y los mogoles durante el período medieval, y las Gaekwars de Baroda y los británicos en el período moderno, para emerger como un Estado bien administrado con infraestructura, políticas y prácticas contemporáneas cuando se fusionó con la Unión de la India el 10 de junio de 1948.

## Historia
Chokrana, un príncipe de Parmar Rajput , originario de la familia gobernante de Ujjain en Malwa (ahora la parte occidental del estado de Madhya Pradesh), gobernaba a principios del siglo XIV el principado de Rajpipla, con su capital en Dev Chhatra (Morada de los Dioses) en lo alto de los Satpuras occidentales y en lo profundo de los bosques, con vistas al río sagrado Narmada. La hija de Chokrana Parmar se casó con el legendario Mokhdaji, el jefe guerrero Gohil Rajput de Ghogha en Gohilwar, Saurashtra. Chokrana, que no tenía heredero varón, adoptó a su nieto Samarsinhji, hijo menor de Mokhdaji Gohil. La primera esposa de Mokhdaji fue una princesa Sarviya de Hathasani y su hijo Dungarsinhji sucedió como jefe de Ghogha, parte del cual más tarde se convirtió en el estado principesco de Bhavnagar.
Samarsinhji accedió al gadi (trono) de Rajpipla alrededor de 1340, asumiendo el nombre de Arjunsinhji. Desde entonces, Rajpipla fue gobernada por la dinastía Gohil Rajput. La Kul Devi (deidad familiar) de la familia real de Rajpipla es Shri Harsiddhi Mataji , el templo original se encuentra en Ujjain. Se dice que Maharana Verisalji I de Rajpipla construyó el templo de Harsiddhi Mataji en Rajpipla en el siglo XVIII. [cita requerida]

### Dinastía y clan Gohil Rajput
El origen del clan Gohil Rajput se remonta al siglo VI d. C., cuando Muhideosur Gohadit o Guhil, nacido en el 542 d . Gujarat en el año 556 d. C. y gobernó hasta su muerte en el 603 d. C. Su descendiente Kalbhoj o Bappa Rawal se apoderó de Chittor y se convirtió en gobernante de Mewar en el 734 d. C. Poco más de 2+1 ⁄ 2 siglos más tarde, en 973 d. C., Salivahan, el gobernante gohil de Mewar y el undécimo en descendencia de Bappa Rawal, se mudó con parte del clan de Chittor a Juna Khergarh (actual Bhalotra cerca de Jodhpur) en el río Luni en Marwar, dejando atrás a su hijo Shaktikumar con los miembros restantes de su familia. Todavía hay un pueblo allí llamado 'Gohilon ki dhani'. Así, durante unos dos siglos y medio, tanto Mewar como Marwar fueron gobernados por la dinastía Gohil Rajput.
Más tarde, después de que Alauddin Khalji devastara Chittor en 1303, los Gohils de Mewar se reagruparon y asumieron el nombre de Sisodia. La capital se trasladó de Chittor a Udaipur en 1559. [cita requerida]
Mientras tanto, los Gohils que habían emigrado bajo Salivahan continuaron gobernando Marwar. Después de la formación del Sultanato de Delhi a principios del siglo XIII, el clan Rathore, expulsado de Kannauj, viajó a Marwar. Hubo feroces enfrentamientos entre Gohils y Rathores en Marwar, que resultaron en la muerte de los respectivos jefes Maheshdasji Gohil y Siyaji Rathore. El clan Gohil, bajo su jefe Sejakji, luego regresó a Saurashtra, después de cinco siglos, donde se convirtieron en gobernadores de los Solankis, una rama de los Chalukyas. Pronto, crearon sus propios principados. Los más famosos de sus jefes durante este período fueron Sejakji, Ranoji y Mokhdaji, y los estados principescos que forjaron sus descendientes fueron el estado de Bhavnagar, estado de Rajpipla, estado de Palitana , Lathi y estado de Vallabhipur o Vala.[cita requerida]
Eran tiempos medievales turbulentos y no fue fácil para los Gohil mantener su control sobre Rajpipla. Tuvieron que hacer frente a varias invasiones de los sultanes de Ahmedabad , los emperadores mogoles y más tarde los marathas , incluso perdiendo su principado por breves períodos, volviendo cada vez al poder uniendo fuerzas con las tribus de las montañas (en su mayoría Bhils) y llevando a cabo ataques de guerrilla. En 1730, con el debilitamiento del Imperio mogol, el vigésimo sexto gobernante Gohil de Rajpipla, Maharana Verisalji Dejé de pagar tributo a los mogoles, y su hijo Maharana Jeetsinhji recuperó Nandod taluka y trasladó la capital de Junaraj en Satpuras a Nandod o la nueva ciudad de Rajpipla, en las llanuras a orillas del río. del río Karjan, afluente del Narmada.
Cuando los marathas se hicieron poderosos en el siglo XVIII, los Gaekwars del estado de Baroda exigieron tributos a Rajpipla. El dominio absoluto de Gaekwars se hizo a un lado con la intervención de los británicos y la ascensión del 33.º gobernante de Gohil, Maharana Verisalji II, al gadi de Rajpipla. Durante el motín de 1857, Rajpipla bajo Verisalji II se rebeló y durante muchos meses se liberó del dominio de los británicos. No fue sorprendente, por lo tanto, que los agitados ingleses, habiendo sofocado el Motín y transferido el poder a la Corona, obligaran a Verisalji II a hacerse a un lado y dar paso a su hijo Maharana Gambhirsinhji en 1860 d. C.

### 1900 y maharajá Vijaysinhji
El período dorado de Rajpipla durante la era moderna comenzó cuando el hijo de Maharana Gambhirsinhji, Maharana Chhatrasinhji, el 35.º gobernante Gohil de Rajpipla, llegó al gadi en 1897 d. C. Rajpipla fue testigo de un rápido progreso durante el siguiente medio siglo. El título de caballero fue conferido a Maharana Chhatrasinhji ( KCIE ) como resultado de su eficiente administración. Esto incluyó el tendido de la línea ferroviaria de 60 millas (90 kilómetros) que conecta Rajpipla con Ankleshwar en la línea principal Delhi-Ahmedabad-Bombay, iniciada en el primer año de su reinado, y el alivio masivo de la hambruna durante el período 1899-1902. Maharana Chhatrasinhji fue uno de los pioneros del automovilismo en la India, con coches como el Wolseley de 6 hp de 1903–04, el Armstrong Siddeley de 15 hp de 1906 y el Clement Bayard de 16 hp.
Pero el constructor de Rajpipla contemporáneo y próspero fue su hijo, Maharana Vijaysinhji, quien ascendió al gadi en 1915 dC Educado en Rajkumar College, Rajkot y miembro del Cuerpo de Cadetes Imperiales, Dehradun, Maharana Vijaysinhji demostró ser un gran por su karbhari Rasikbhai Dubla. El título de caballero fue conferido a Maharaja Vijaysinhji ( KCSI ), y recibió el título hereditario de maharajá. El saludo de armas para el gobernante de Rajpipla se elevó de 11 a 13. Durante la Primera Guerra Mundial, el estado de Rajpipla proporcionó muchos reclutas. En reconocimiento a sus servicios, Maharaja Vijaysinhji recibió el rango honorario de capitán del ejército británico. [cita requerida]
Maharaja Sir Vijaysinhji construyó una enorme escuela secundaria exquisitamente diseñada en la que solo se cobraban tarifas nominales e introdujo la educación primaria gratuita y las becas. Construyó un hospital civil, un hospital de maternidad, cinco dispensarios y un hospital veterinario en el Estado. Se estableció un tribunal civil y penal, se pagaron pensiones a los servidores públicos y se aumentaron los salarios de la policía y el ejército. Maharaja Vijaysinhji ordenó la construcción de extensas obras públicas y buenos caminos transitables. Agregó el Jhagadia - Netrang de 40 millas (64 kilómetros) sección del Ferrocarril Estatal de Rajpipla establecida durante el reinado de su padre. También instaló un ferrocarril de vapor y un tranvía de 19 millas (31 kilómetros) que conectan las ciudades a lo largo del río Narmada con las aldeas del interior, y una central eléctrica que suministra electricidad y agua a la ciudad de Rajpipla. Su planificación urbana en 1927 fue previsora, y los constructores recibieron permiso para construir, con la condición de dejar un espacio de 3 a 4 pies (alrededor de 1 metro) para la futura ampliación de las carreteras. Los diseños de los nuevos edificios estaban bien integrados y en armonía con el entorno.
Aunque los impuestos se redujeron en términos de porcentaje, los ingresos del Estado aumentaron de 1.300.000 rupias (13 lakhs de rupias) a 2.700.000 rupias (27 lakhs de rupias) por año en el período 1915-1930, y ascendieron a 5.072.613 rupias (casi 51 lakhs de rupias). lakhs) en 1945–46, que fue el año básico para el cálculo de la bolsa privada cuando el Estado se fusionó con la Unión India más tarde en 1948. Maharaja Vijaysinhji regularizó el sistema de ingresos por tierras, y sus esfuerzos de socorro durante sequías e inundaciones atrajeron gran reconocimiento. Con un gran interés en la agricultura, mejoró la calidad del algodón mediante la introducción del algodón de fibra larga conocido como "1027 AIF" en 1919-20, que multiplicó los ingresos de los agricultores, y también los granos y frutas cultivados en su territorio.
Los deportes eran la pasión de Maharaja Vijaysinhji. Era un gran jinete y mantenía uno de los mejores establos de caballos de carreras en la India e Inglaterra, marcado por la calidad y no por la cantidad. Maharaja Vijaysinhji ganó el primer Indian Derby en 1919 cuando su caballo Tipster lideró el pelotón al final. Su caballo Embargo ganó el Irish Derby en 1926 y el Gran Premio de Bélgica en 1927. Otros caballos, como Melesigenes, le ganaron casi todos los premios importantes en las carreras de Bombay, Poona y otros campos de la India, y en 1932-33 encabezó las carreras. eventos en India. Pero, sin duda, su mejor caballo fue el Windsor Lad , que ganó el ansiado Derby de Epsom .de Inglaterra en 1934. Maharaja Vijaysinhji sigue siendo el único propietario indio que ha ganado el Derby inglés, considerada la carrera de caballos más importante del mundo, animada por entre un cuarto y medio millón de personas en la pista ese día. El rey Jorge V y la reina María de Gran Bretaña, que vieron la carrera junto con otros miembros de la familia real, invitaron a Maharaja Vijaysinhji al palco real y lo felicitaron por esta brillante victoria. En el proceso, el maharajá completó un brillante triplete de victorias en el Derby: el primer Indian Derby, el Irish Derby y el codiciado Epsom Derby de Inglaterra, lo que lo convierte posiblemente en el mejor propietario de caballos de carreras indio.

## Lista de gobernantes
Los gobernantes llevaron el título de Maharana hasta 1921, a partir de entonces Maharaja. [cita requerida]
Alrededor de 1340 - Arjunsinhji (hijo menor de Mokhdaji, Gohil Rajput Jefe de Ghogha en Saurashtra. Adoptado por su abuelo materno Chokrana Parmar)
bhansinhji
- 1421 Gomelsinhji (muerto en 1421)
1421 - Vijay palji
1463 Harisinhji (m. 1463)
1463 - 1526 Bhimdev (m. 1526)
1526 - 1543 Raisinhji (m. 1543)
1543 - Karanbaji
Abhayraj-ji
Sujansinhji
bhairavsinhji
1583 - 1593 Pruthuraj Ji (m. 1593)
1593 - Deepsinhji
Durgshahji
Mohraj-ji
Raishalji
chandrasinhji
Gambhirsinhji I
Subheraj Ji
Jaisinhji
Malraj
Surmalji
Udekaranji
chandrabhaji
16 .. - 1705 Chatrasalji (m. 1705)
1705 - 1715 Verisalji I (m. 1715)
1715 - 1730 Jitsinhji (m. 1730)
1730 - 1754 Gomalsinghji (m. 1754)
1754 (6 meses) Dalilsinhji (usurpador)
1754 - 1764 Pratapsinhji (m. 1764)
1764 - 1786 Raisinhji (m. 1786)
1786 - 15 de enero de 1803 Ajabsinhji (n. 1750 - m. 1803)
1793 - 15 de enero de 1803 Naharsinhji - Regente (1780  - m. 18 ..)
15 de enero de 1803 - 10 de mayo de 1810 Ramsinhji (m. 1810)
10 de mayo de 1810 - 9 de agosto de 1821 Naharsinhji (sa)
9 de agosto de 1821 - 17 de noviembre de 1860 Verisalji II (n. 1808 - m. 1868)
17 de noviembre de 1860 - 10 de enero de 1897 Gambhirsinhji II (n. 1847 - m. 1897)
1884 - 10 de enero de 1897 
administradores británicos
- William Arthur Salmón (julio de 
1884 - 1885)
- Edward Vincent Stace (1885-1886) 
(n. 1841 - m. 1903)
- Alexander Francis Maconochie (n. 1862 - m. 1934) (1886-1887)
- Alexander Shewan (noviembre de 1887 - 1894)
- Willoughby Pitcairn Kennedy (n. 18 - m. 1928) (octubre de 1894 - julio de 1895)
- Francis William Snell (agosto de 1895 - noviembre de 1897)
10 de enero de 1897 - 26 de septiembre de 1915 Chhatrasinhji (n. 1862 - m. 1915) (desde el 12 de diciembre de 1911, Sir Chhatrasinhji)
26 de septiembre de 1915 - 10 de junio de 1948 Vijaysinhji (n. 1890 - m. 1951) (desde el 1 de enero de 1925, Sir Vijayasinhji Chhatrasinhji